# مقاطعة غومل
مقاطعة غومل (بالبيلاروسية: Гомельская вобласць)‏ هي إحدى التقسيمات الإدارية في الجنوب الشرقي لبيلاروسيا. عاصمتها الإداريّة مدينة غوميل.